# Eopleurozia gigenteoides
Eopleurozia gigenteoides är en bladmossart som först beskrevs av Horik., och fick sitt nu gällande namn av Hiroshi Inoue. Eopleurozia gigenteoides ingår i släktet Eopleurozia och familjen Pleuroziaceae. Inga underarter finns listade i Catalogue of Life.